# John de Lancie
John de Lancie (Filadelfia, 20 marzo 1948) è un attore statunitense.
È noto soprattutto per l'interpretazione del personaggio di Q nell'universo fantascientifico di Star Trek e per aver doppiato Discord in My Little Pony - L'amicizia è magica.

## Biografia

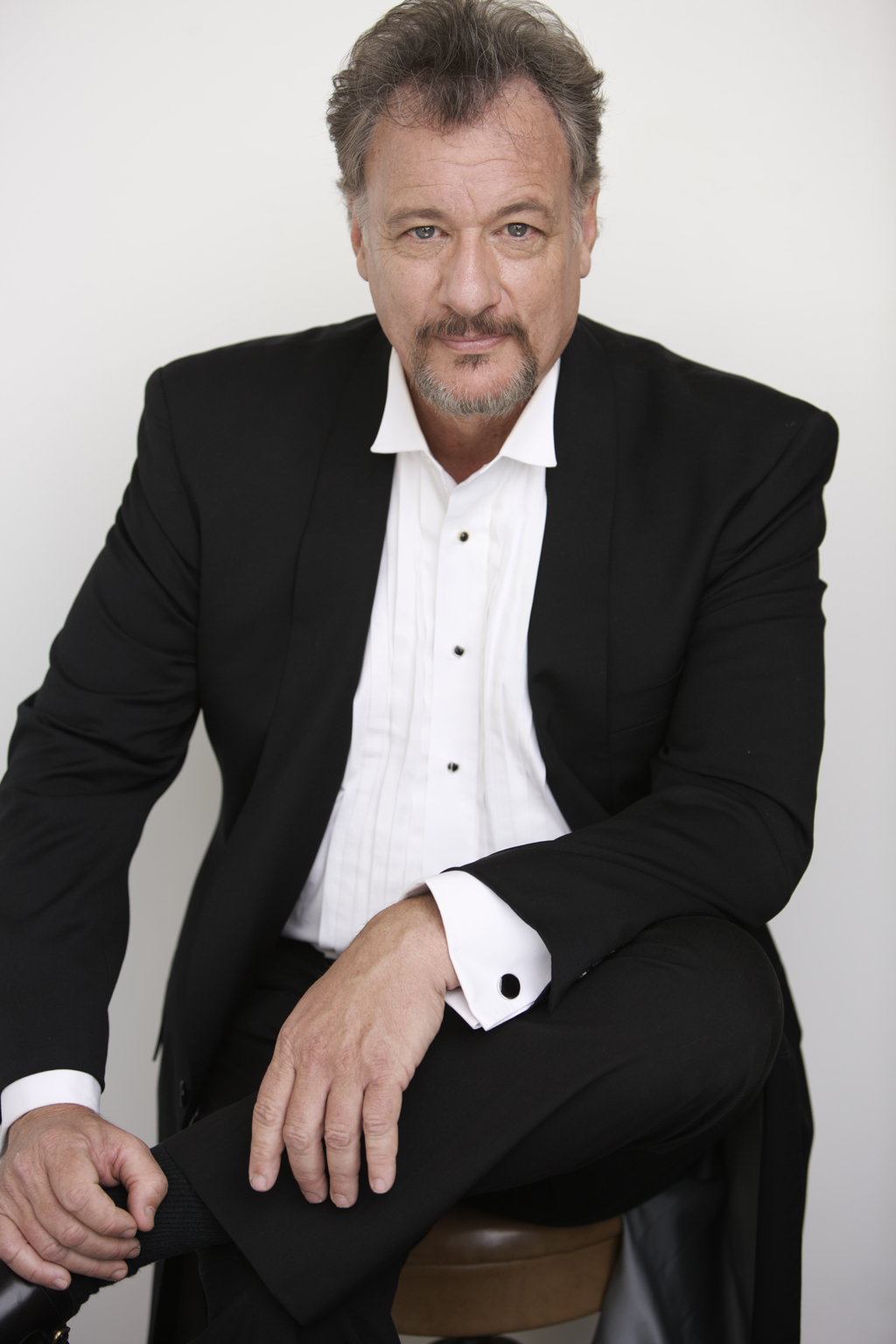
John de Lancie nel 2009

Dopo aver superato alcune difficoltà scolastiche dovute alla sua dislessia, ha frequentato la Kent State University vincendo una borsa di studio per la Juilliard Drama School.
Ha lavorato come attore di teatro con l'American Shakespeare Festival e la Seattle Repertory Company ed è apparso in numerosi film, compresi La leggenda del re pescatore e Salvate il soldato Ryan. Ha lavorato in numerose serie televisive, tra cui Uccelli di rovo, Il tempo della nostra vita, L'uomo da sei milioni di dollari e Senza traccia.
A partire dal 1987, interpreta il personaggio ricorrente di Q, un alieno onnipotente, bizzarro e dispettoso, appartenente a Continuum Q, che gioca sovente tiri mancini ai capitani Jean-Luc Picard e Kathryn Janeway, nel franchise di Star Trek, nelle serie live-action Star Trek: The Next Generation, Star Trek: Deep Space Nine e Star Trek: Voyager.
Tra il 2009 e il 2010 appare in quattro episodi della serie televisiva Breaking Bad, in cui interpreta il personaggio di Donald Margolis, controllore di traffico aereo che, sconvolto a causa della morte della figlia Jane (Krysten Ritter), causa un disastro aereo nei cieli di Albuquerque, facendo scontrare in volo due velivoli.
Nel 2011 appare in tre episodi della serie televisiva di fantascienza Torchwood, spin-off della decennale serie televisiva cult britannica Doctor Who, in cui interpreta l'agente della CIA Allen Shapiro.
Dopo aver prestato la voce al personaggio di Q nell'episodio Veritas della serie animata Star Trek: Lower Decks nel 2020, nel 2022 torna a interpretare il personaggio di Q nella serie televisiva live-action Star Trek: Picard, in cui è il motore della storia della seconda stagione della serie, trasportando Picard e il suo team in una linea temporale alternativa creata da Q stesso, alterando gli avvenimenti del XXI secolo. Grazie alla Regina Borg, Picard e i suoi viaggeranno indietro nel tempo fino al XXI secolo e, alla fine della stagione, saranno riportati da Q agli inizi del XXV secolo.

## Vita privata
È sposato con Marnie Mosiman dal 1984 e ha due figli, Owen e Keegan, attori anch'essi. Keegan de Lancie è apparso insieme al padre nella parte del figlio di Q nell'episodio di Star Trek: Voyager Q2.

## Filmografia parziale

### Attore

#### Cinema
- Il campo di cipolle (The Onion Field), regia di Harold Becker (1979)
- Quattro passi sul lenzuolo (Loving Couples), regia di Jack Smight (1980)
- Cattive compagnie (Bad Influence), regia di Curtis Hanson (1990)
- La leggenda del re pescatore (The Fisher King), regia di Terry Gilliam (1991)
- La mano sulla culla (The Hand That Rocks the Cradle), regia di Curtis Hanson (1992)
- Fearless - Senza paura (Fearless), regia di Peter Weir (1993)
- Gli immortali (Deep Red), regia di Craig R. Baxley (1994)
- Evolver - Un amico pericoloso (Evolver), regia di Mark Rosman (1995)
- Mi sdoppio in quattro (Multiplicity), regia di Harold Ramis (1996)
- Per incanto o per delizia (Woman on Top), regia di Fina Torres (2000)
- Reign Over Me, regia di Mike Binder (2007)
- Crank: High Voltage, regia di Mark Neveldine e Brian Taylor (2009)
- Gamer, regia di Mark Neveldine e Brian Taylor (2009)
- The Captains, regia di William Shatner - documentario (2011)

#### Televisione
- Uccelli di rovo (The Thorn Birds) – miniserie TV, 4 puntate (1983)
- MacGyver – serie TV, episodio 1x20 (1986)
- Ai confini della realtà (The Twilight Zone) – serie TV, episodio 1x19 (1986)
- La signora in giallo (Murder, She Wrote) – serie TV, episodio 2x22 (1986)
- Star Trek: The Next Generation – serie TV, 8 episodi (1987-1994)
- Star Trek: Deep Space Nine – serie TV, episodio 1x07 (1993)
- Star Trek: Voyager – serie TV, episodi 2x18-3x11-7x19 (1996-2001)
- Il tocco di un angelo (Touched by an Angel) – serie TV, episodio 4x05 (1997)
- Incubo ad alta quota (Final Descent), regia di Mike Robe – film TV (1997)
- Una fortuna da cani (You Lucky Dog), regia di Paul Schneider – film TV (1998)
- Ally McBeal – serie TV, episodio 2x10 (1998)
- Final Run - Corsa contro il tempo (Final Run), regia di Armand Mastroianni – film TV (1999)
- West Wing - Tutti gli uomini del Presidente (The West Wing) – serie TV, episodi 1x16-1x20 (2000)
- Andromeda – serie TV, episodi 1x11-3x04 (2001-2002)
- Special Unit 2 – serie TV, episodio 2x05 (2001)
- Stargate SG-1 – serie TV, 5 episodi (2001-2002)
- The Big Time, regia di Paris Barclay – film TV (2002)
- Darklight, regia di Bill Platt – film TV (2004)
- Streghe (Charmed) – serie TV, 4 episodi (2004-2005)
- Breaking Bad – serie TV, 4 episodi (2009-2010)
- Torchwood – serie TV, episodi 4x08-4x09-4x10 (2011)
- Franklin & Bash – serie TV, episodio 1x09 (2011)
- The Librarians – serie TV, episodio 2x06 (2015)
- Star Trek: Picard – serie TV, 8 episodi (2022-2023)

### Doppiatore

#### Televisione
- My Little Pony - L'amicizia è magica - serie TV, 23 episodi (2011-2019)
- Star Trek: Lower Decks - serie animata, episodio 1x08 (2020)

#### Videogiochi
- Star Trek: Borg (1996)
- Star Trek: The Game Show (1998)
- Assassin's Creed: Revelations (2011)
- Assassin's Creed III (2012)
- Assassin's Creed: Origins (2017)

## Pubblicazioni
- John de Lancie e Peter David, Io Q, Roma, Fanucci Editore, 2000, ISBN 8834707273.

## Doppiatori italiani
Nelle versioni in italiano delle opere in cui ha recitato, John de Lancie è stato doppiato da:
- Francesco Pannofino in Star Trek: The Next Generation, Final Run - Corsa contro il tempo, Star Trek: Picard
- Paolo Buglioni in Darklight, Franklin & Bash, CSI - Scena del crimine
- Alessandro Rossi in La leggenda del re pescatore, Stargate SG-1
- Fabio Mazzari in Gli immortali
- Luca Biagini in The Librarians
- Stefano Mondini in Mi sdoppio in 4
- Vladimiro Conti in Reign Over Me
- Marco Mete ne La signora in giallo
- Carlo Sabatini in Fearless - Senza paura
- Sandro Iovino in Incubo ad alta quota
- Silvano Piccardi in Ally McBeal
- Oliviero Dinelli in Star Trek - Voyager
- Giorgio Lopez in Per incanto o per delizia
- Massimo Lodolo in Special Unit 2
- Sergio Di Stefano in Streghe
- Teo Bellia in West Wing - Tutti gli uomini del Presidente
- Emilio Cappuccio in Shark - Giustizia a tutti i costi
- Mauro Bosco in The Closer
- Massimo Rossi in Breaking Bad
- Saverio Indrio in Torchwood: Miracle Day
- Gianni Giuliano in The Mentalist
- Massimo Milazzo in Visions

Da doppiatore è sostituito da:
- Mario Zucca in My Little Pony - L'amicizia è magica
- Gianluca Iacono in Starcraft II - Legacy of the Void
- Natale Ciravolo in Assassin's Creed: Origins
- Oliviero Dinelli in Star Trek: Lower Decks